# Bladgrönsaker

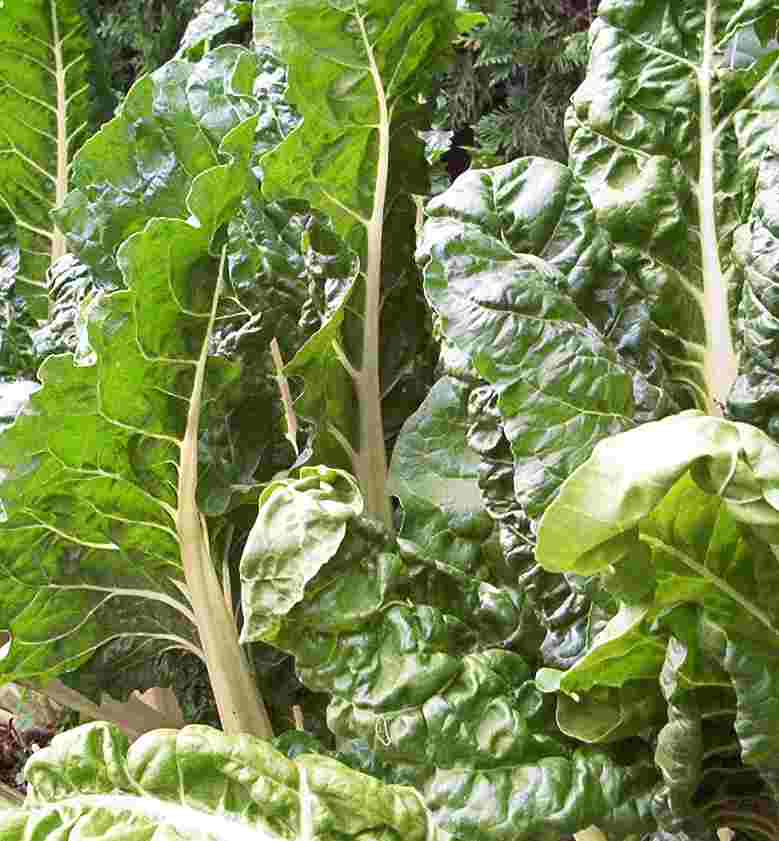
Mangold, en bladgrönsak

Bladgrönsaker är bladen från olika grönsaksväxter, som är ätbara. Exempel på bladgrönsaker är spenat och sallat. Det finns många vilda bladgrönsaker, bland andra maskros, mjölkört, kirskål och brännässlor.